# Sic, Cluj
Sic (în maghiară Székakna, Szék, în trad. "Scaun de judecată") este satul de reședință al comunei cu același nume din județul Cluj, Transilvania, România.

## Date geologice
În larga depresiune situată în preajma Dealului Cipan aflorează un important masiv de sare, a cărui cupolă mulează depresiunea. Străpungerea diapiră este dovedită prin poziția verticală (pe alocuri chiar răsfrântă) a stratelor tortonian superioare. Depresiunea se continuă spre sud, cuplându-se cu o altă cuvetă creată de ocurența masivului de sare de la Coasta.
Datorită eroziunii, masivul de sare Sic a fost treptat decopertat, mai ales în partea sa de vest, unde au fost amplasate primele exploatări de sare. Conturarea masivului de sare se poate face ținând seama de lucrările miniere vechi (la suprafață sau în subteran), de înclinarea stratelor adiacente, de distribuția pe teren a izvoarelor, eflorescențelor și vegetației saline.

## Salina Sic

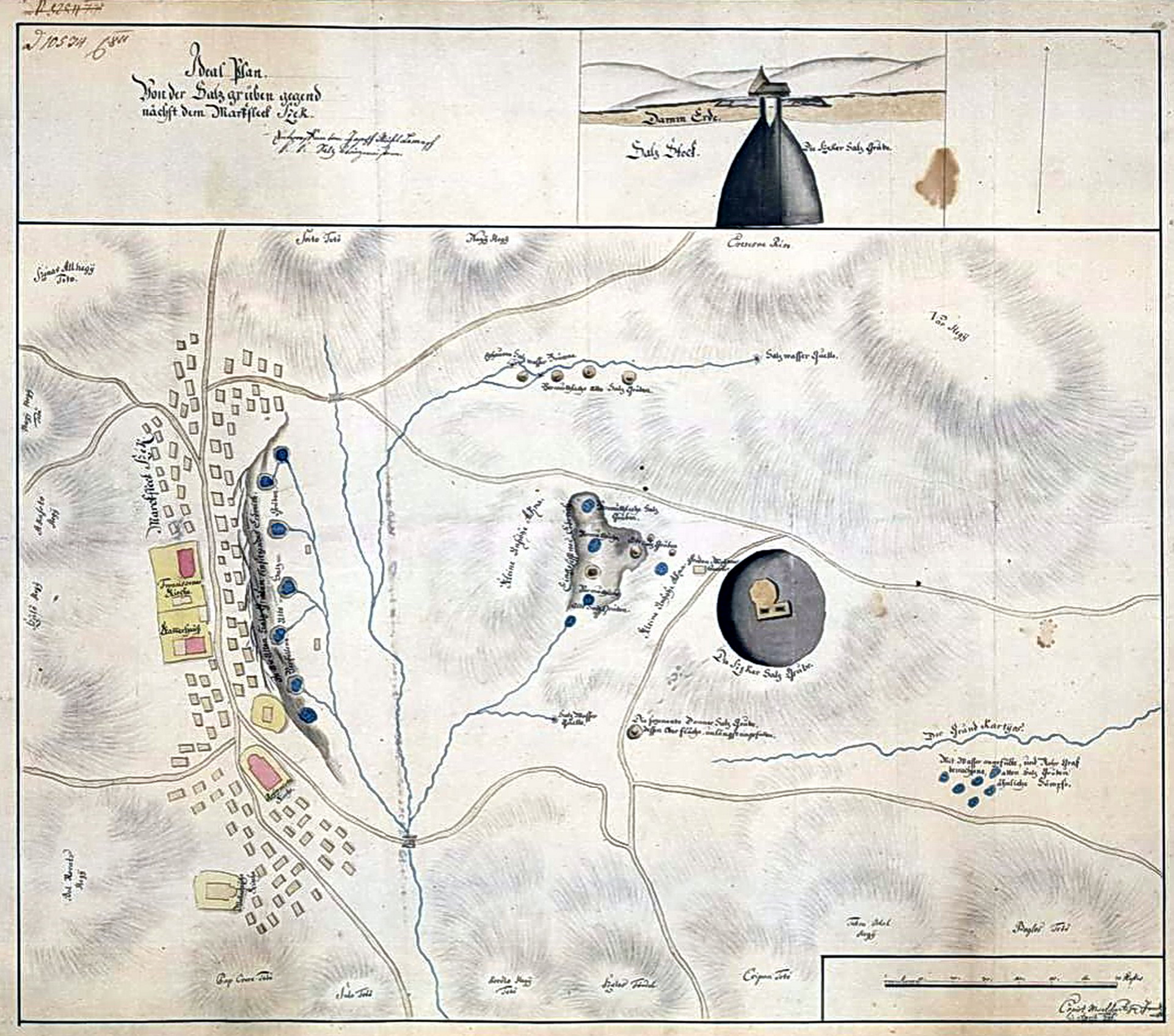
Harta Salinei Sic din anul 1786

Masivul are forma unui elipsoid rotunjit, cu axele aproape egale. Forma sa se deosebește tranșant de forma masivului învecinat Coasta. Dimensiunile cupolei masivului de sare Sic sunt de 1,45 km (nord-sud) și 1,425 km (est-vest), constituind una dintre cele mai mari acumulări de sare din Transilvania. Înclinarea stratelor indică evazarea masivului în profunzime. Grosimea zăcământului se apreciază la 300-400 m.
La Sic, Johann Fichtel (1780) amintește o mină conică de rezervă (adâncimea puțului 23 m, adâncimea totală a minei 60 m, 124 m circumferința tălpii). Această mină ("Ocna Albastră") s-a oprit ulterior la 105 m adâncime. Deasupra acestei mine surpate s-a format în cursul timpului lacul "Ocna Albastră".
Sarea extrasă la Sic a fost în general impură, fapt care a contribuit la abandonarea definitivă a Salinei Sic în anul 1812. Pe vremea lui František Pošepný (1871) mina era demult închisă și abandonată.
Pe teritoriul acestei localități se găsesc izvoare sărate, saramura fiind întrebuințată din vechi timpuri de către localnici.

### Tehnica de deschidere în trecut a ocnelor de sare din Ardeal
Înainte de deschiderea unei noi ocne de sare în Ardeal și Maramureș , se făceau deobicei foraje de explorare. Dacă până la adâncimea de 36 m (18 Klafter = 18 stânjeni) nu se intercepta sarea, se renunța la proiect, din cauza adâncimii prea mari a puțurilor. Ideal era ca solul să aibă o grosime de max. 10-12 m (5-6 stânjeni). La un rezultat pozitiv al primului foraj, se executa un al doilea, la o distanță de 6 m (3 stânjeni) de primul, pentru stabilirea exactă a grosimii stratului acoperitor deasupra celui de al doilea puț. Al doilea puț se amplasa preferențial la aceeași cotă cu primul sau cu max. 4-6 m (2-3 stânjeni) diferență de nivel față de primul puț. Un puț era rezervat pentru intrarea și ieșirea minierilor din ocne (cu ajutorul unor frânghii de cânepă), iar celălalt puț pentru extragerea sării din subteran. Puțurile se săpau cu profil patratic, fiecare latură având 2,8 m (9 pași; 1 pas = 0,3 m) până la o adâncime de 4 m (2 stânjeni) sub contactul steril-sare, după care se lărgea treptat pe următorii 4 m (2 stânjeni), cu profil tot patratic. Aici se făcea așa-numitul “fundament”, din bârne de lemn incastrate în sare, pe care se sprijinea întregul puț. Apoi se arma puțul, de jos în sus, la început cu un amestec de argilă, pleavă și lână de oaie (pentru impermeabilizarea pereților), după care cu bârne (grinzi) de lemn. Grosimea armăturilor era de 0,3 m (1 pas), astfel ca profilul efectiv al puțului se reducea în final de la 2,8 x 2,8 m la 2,5 x 2,5 m. De la nivelul steril-sare în jos pereții se căptușeau cu piele de bivol, care împiedeca contactul direct al apei cu pereții de sare. Apa care picura totuși în mină era captată și scoasă la suprafață. De la nivelul „fundamentului” în jos se săpa cu profil tot mai lărgit, conic, așa că după alți cca 8 m (4 stânjeni) cele 2 puțuri alăturate se uneau. De aici, mina lua o formă conică-ogivală cu secțiunea pe cât posibil circulară (care nu se realiza practic decât rar). Mina se declara gata pentru exploatare numai după ce un agent al administrației salinei, stând pe un bulgăre de sare în mijlocul ocnei, nu mai putea atinge tavanul ocnei cu ciocanul. Din acest moment, salariul tăietorilor de sare scădea de la 4,5 creițari (4,5 Kreuzer) pentru fiecare bloc de sare, la obișnuitul tarif de 1,5 creițari. Ocna era dată atunci oficial în funcțiune, primind totodată un nume. Costurile de deschidere ale unei ocne de sare se ridicau deobicei la peste 5.000 florini (guldeni) de argint.

## Lăcașuri de cult
- Biserica reformată din Sic, inițial romano-catolică, ridicată în secolul al XIII-lea. Are câteva fragmente valoroase de frescă.
- Biserica "Sf. Arhangheli Mihail și Gavriil" (1731) (edificiu cultural de interes național).
- Biserica mănăstirii franciscane din Sic (1758).

## Obiective turistice
- Stufărișurile - iazuri, heleștee (rezervație naturală ornitologică, 2 ha).

## Personalități
- György Aranka (1737-1817), jurist și scriitor
- József Sebestyén (1878-1964), heraldist

## Monumente
- Biserica reformată din Sic, secolul al XIII-lea
- Biserica de lemn din Sic, secolul al XVIII-lea
- Biserica mănăstirii franciscane din Sic

## Imagini

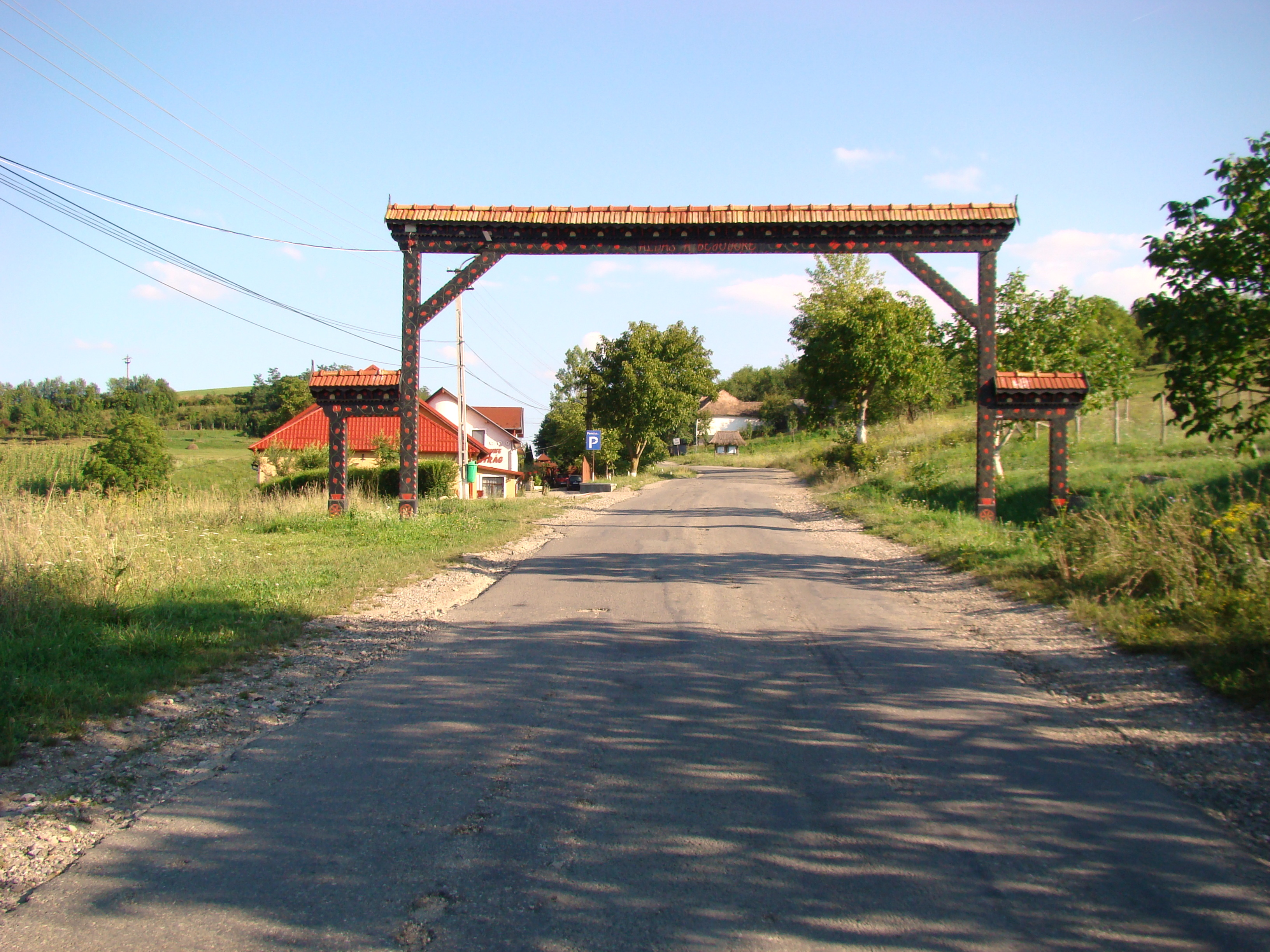
Intrarea în localitate
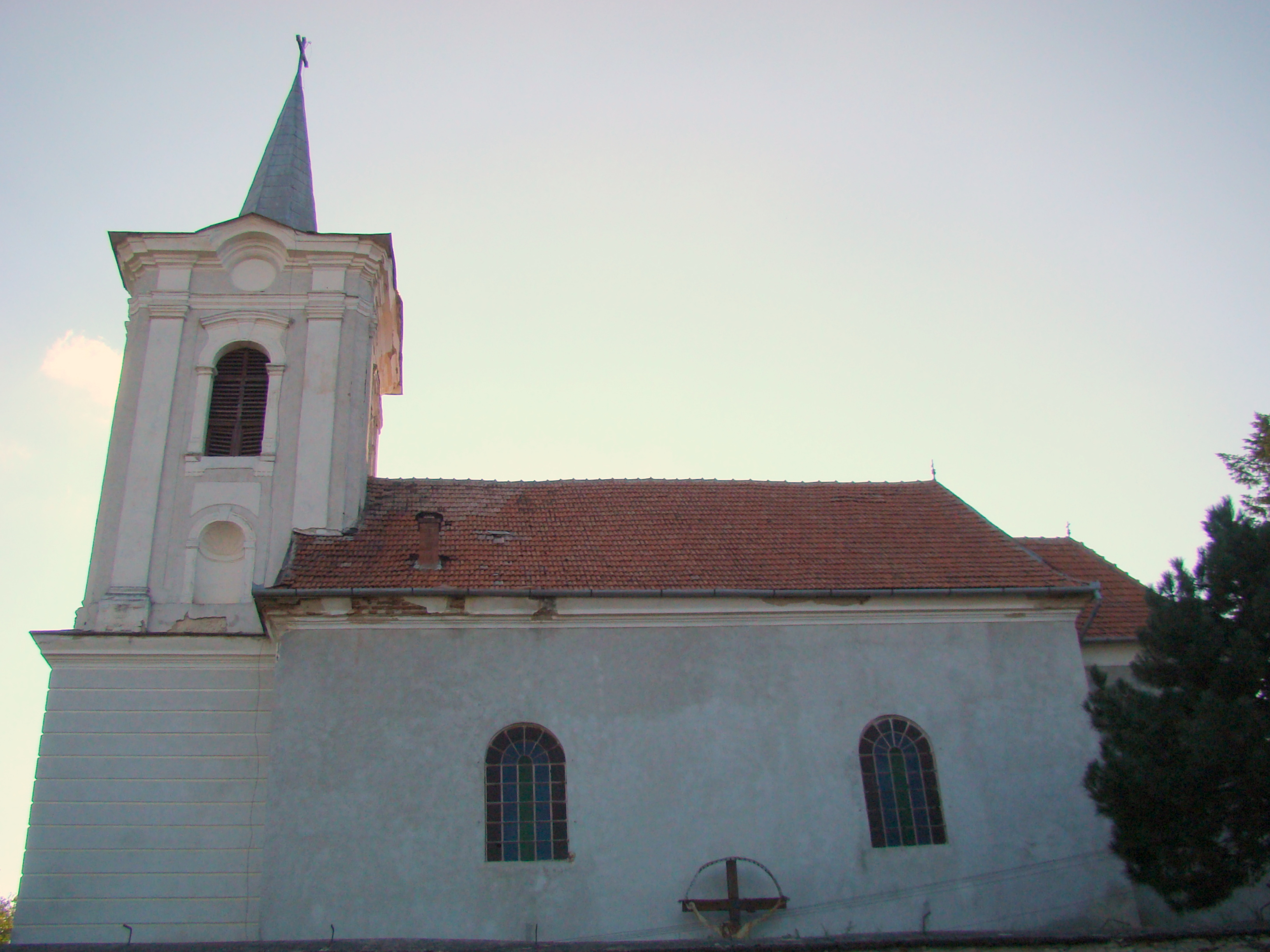
Biserica mănăstirii franciscane (monument istoric)
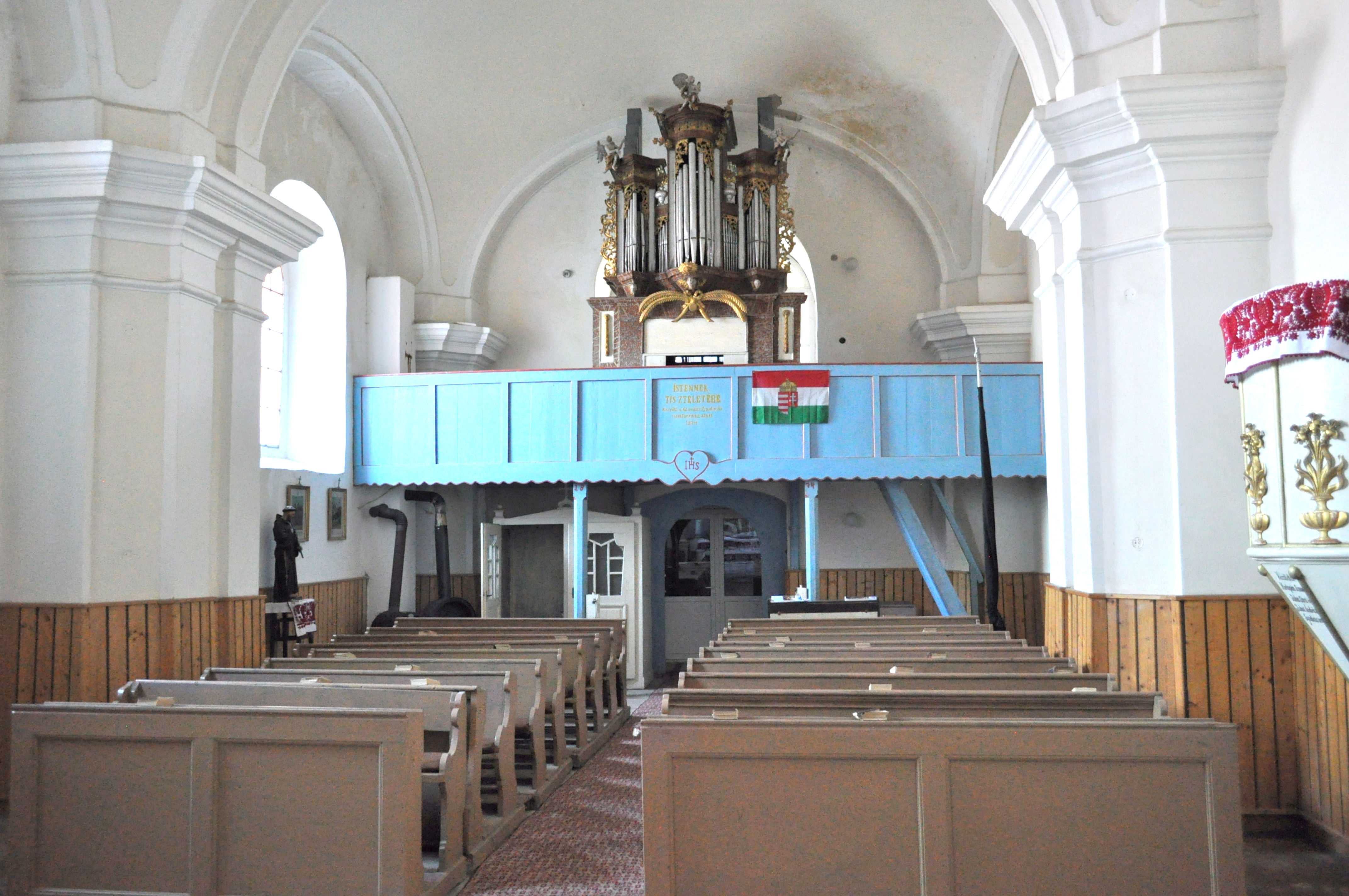
Biserica mănăstirii franciscane (monument istoric)
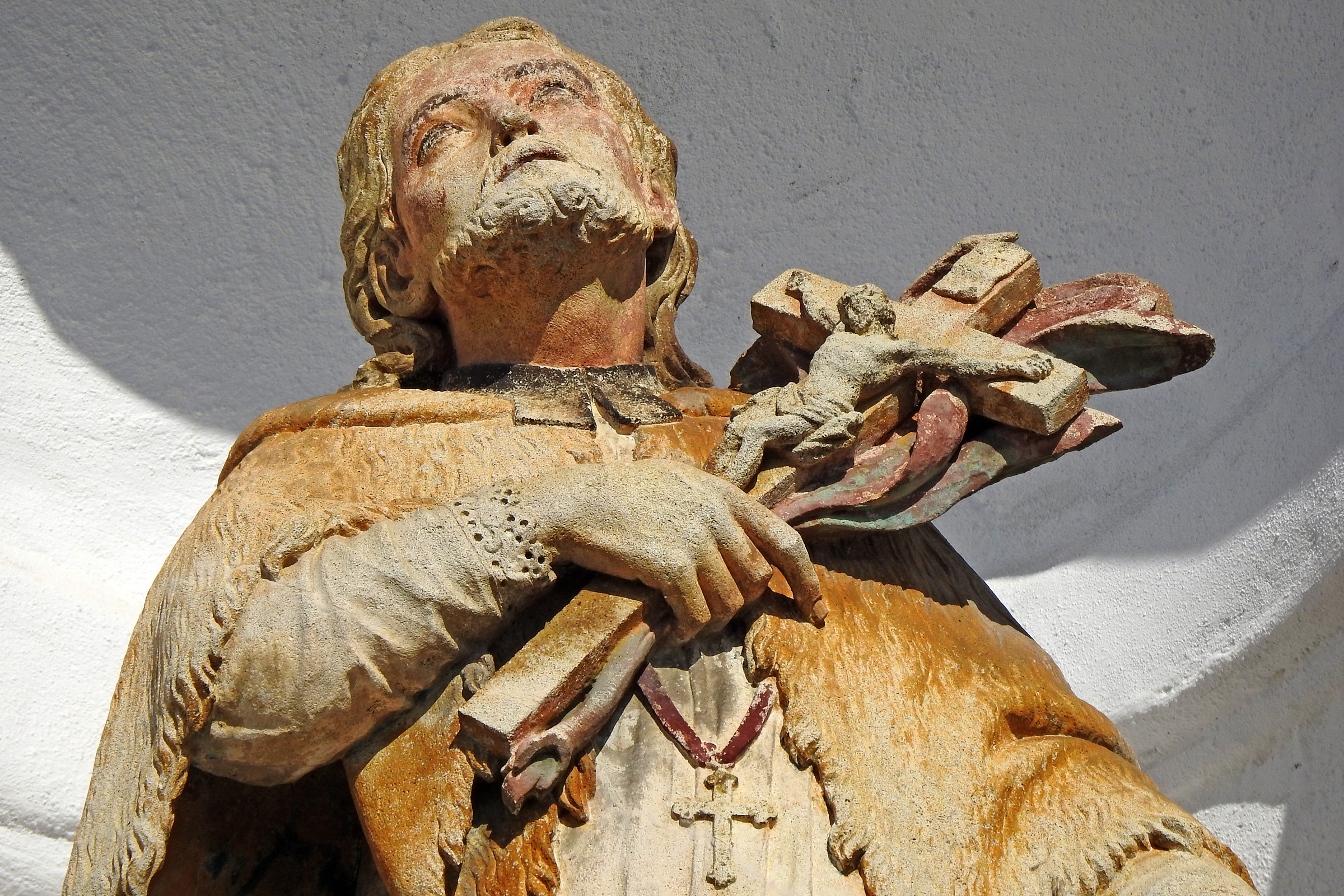
Statuia lui Ioan Nepomuk
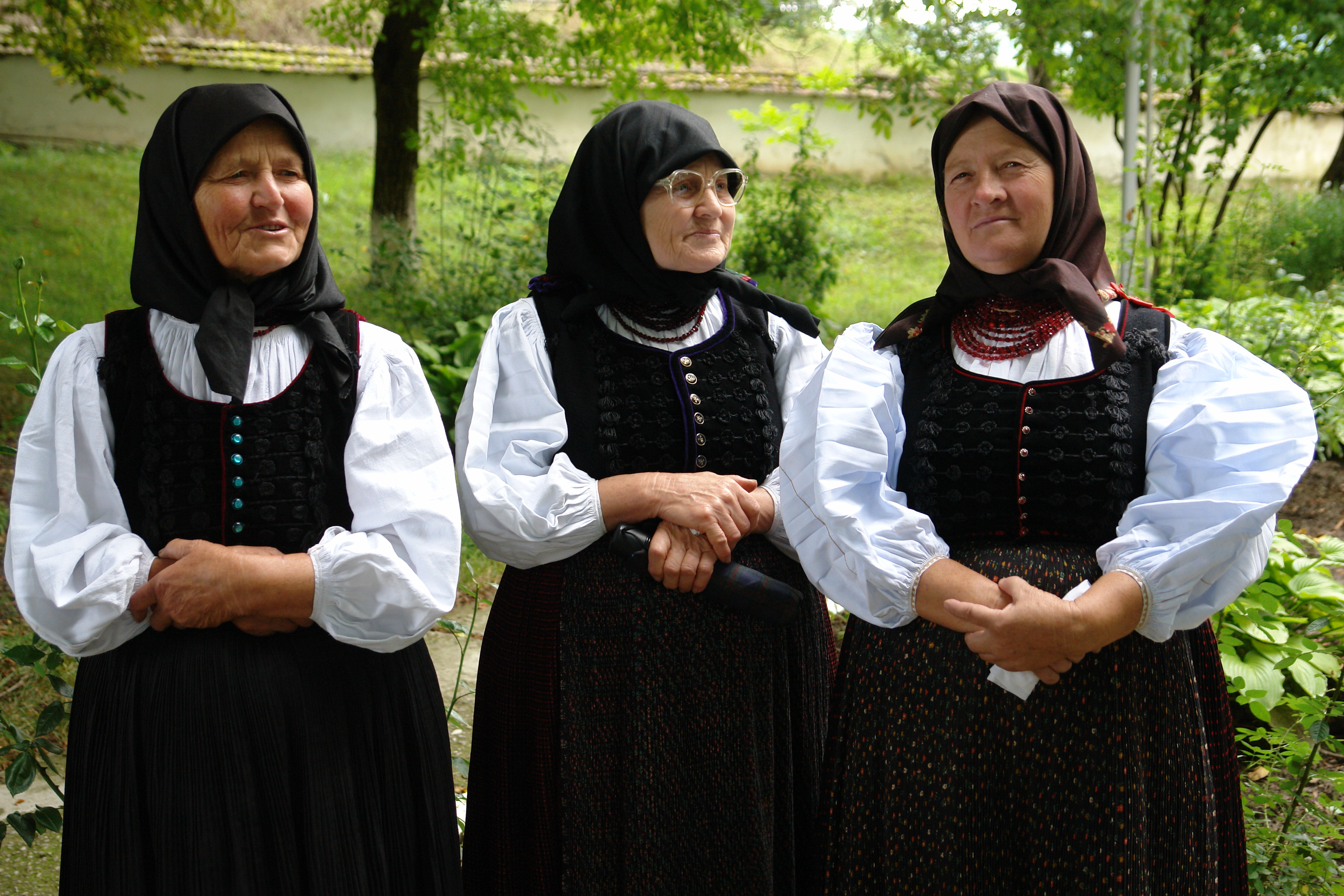
Port tradițional
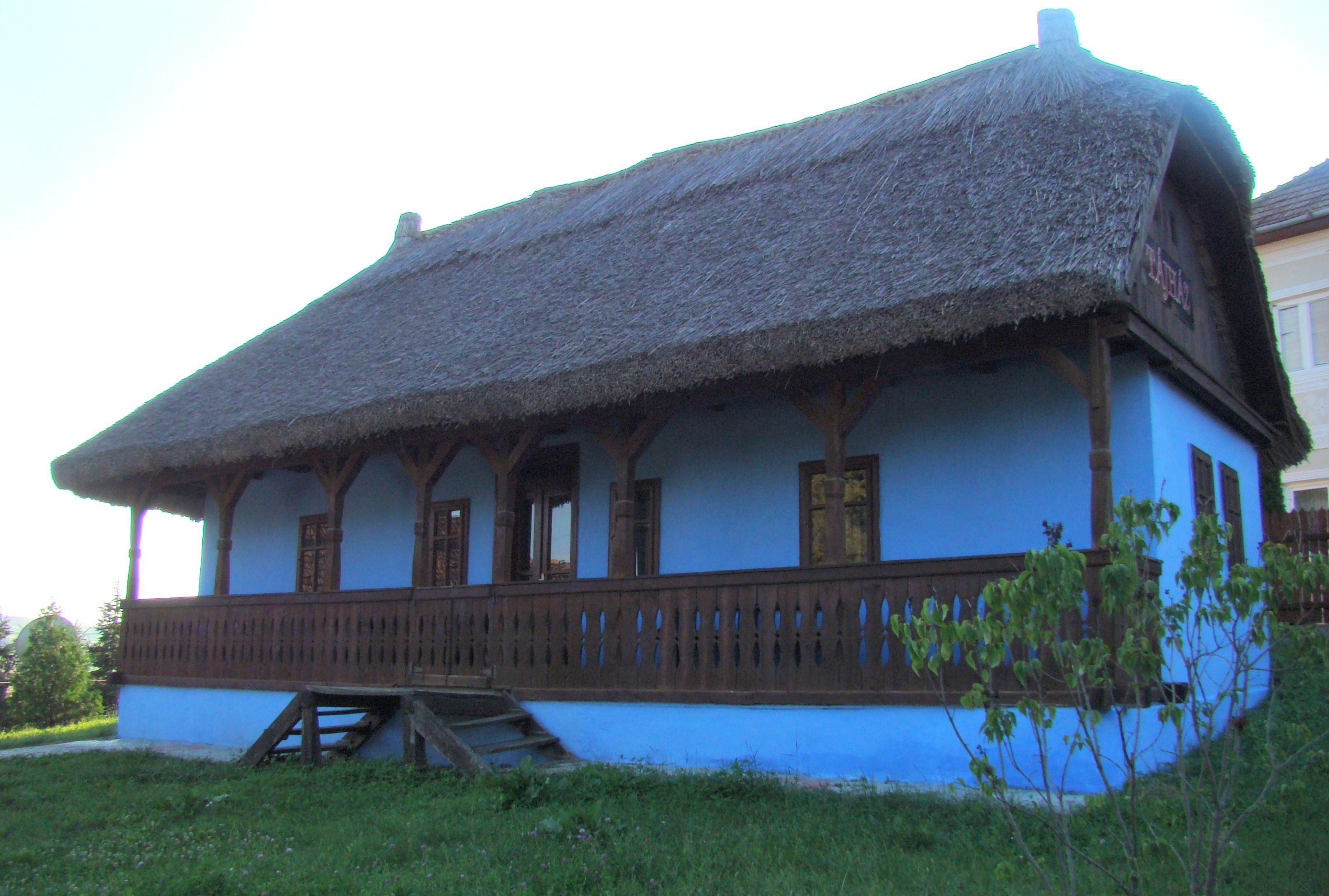
Muzeul etnografic
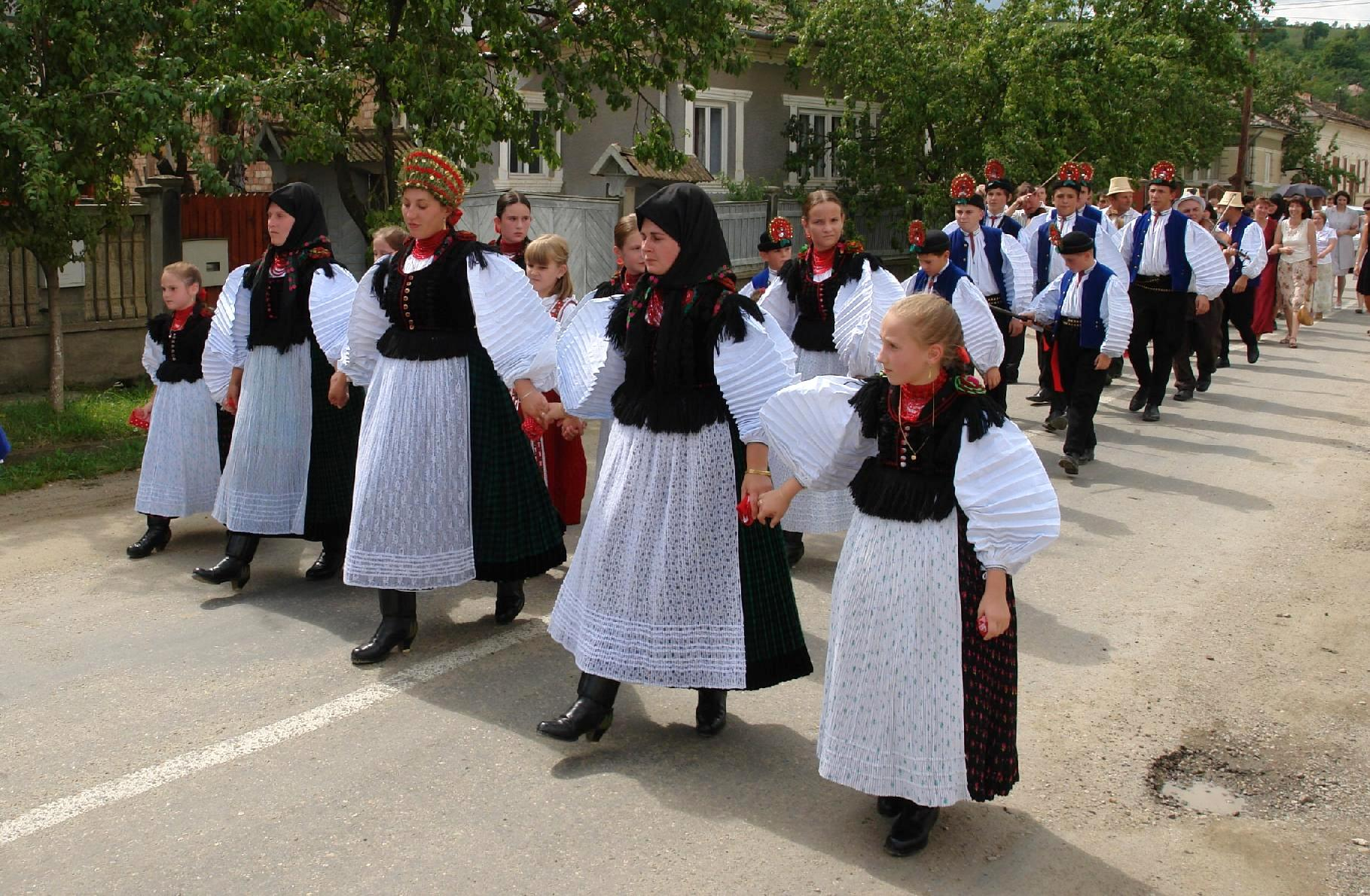
O nuntă la Sic
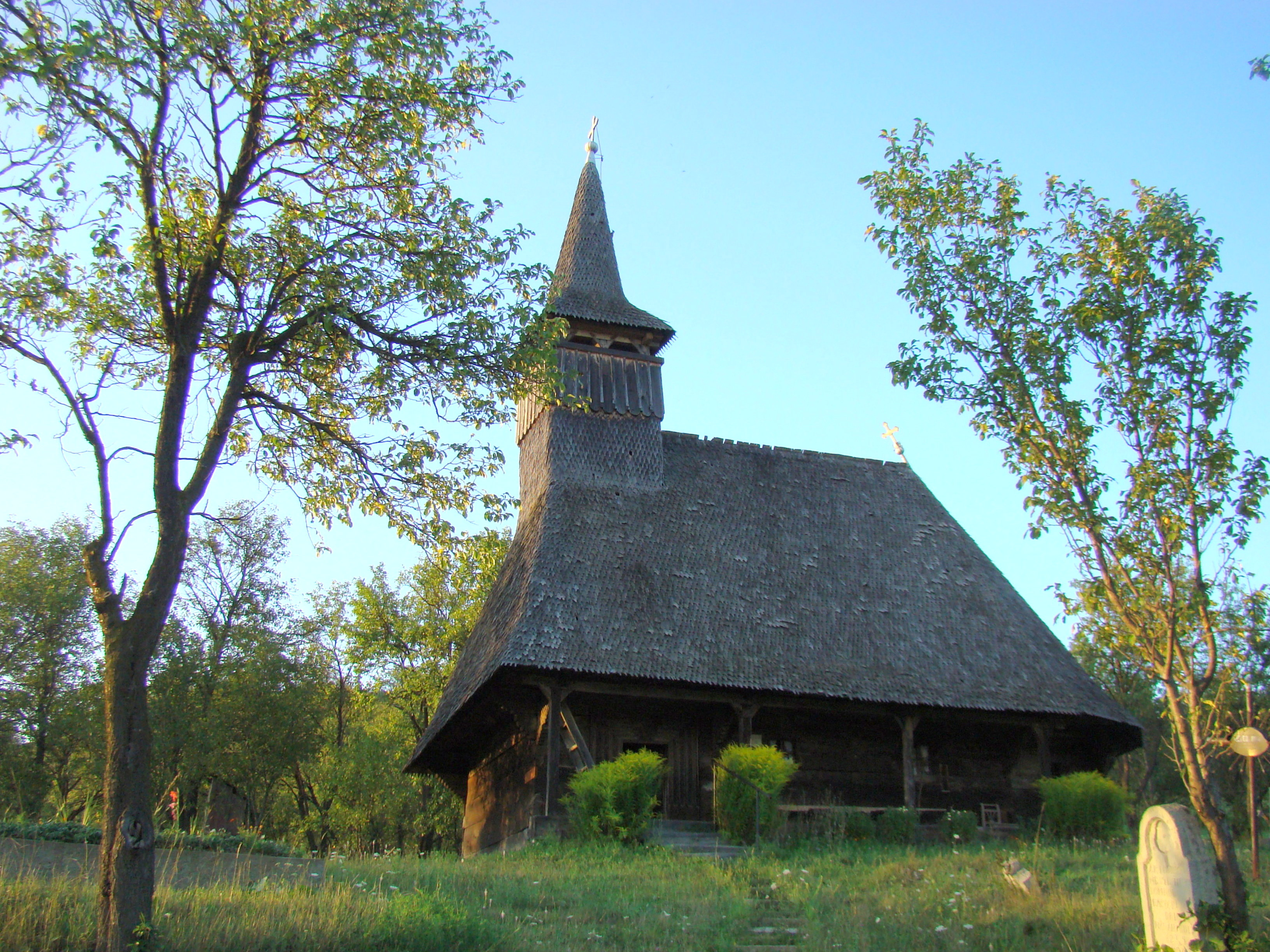
Biserica de lemn din Sic (monument istoric)
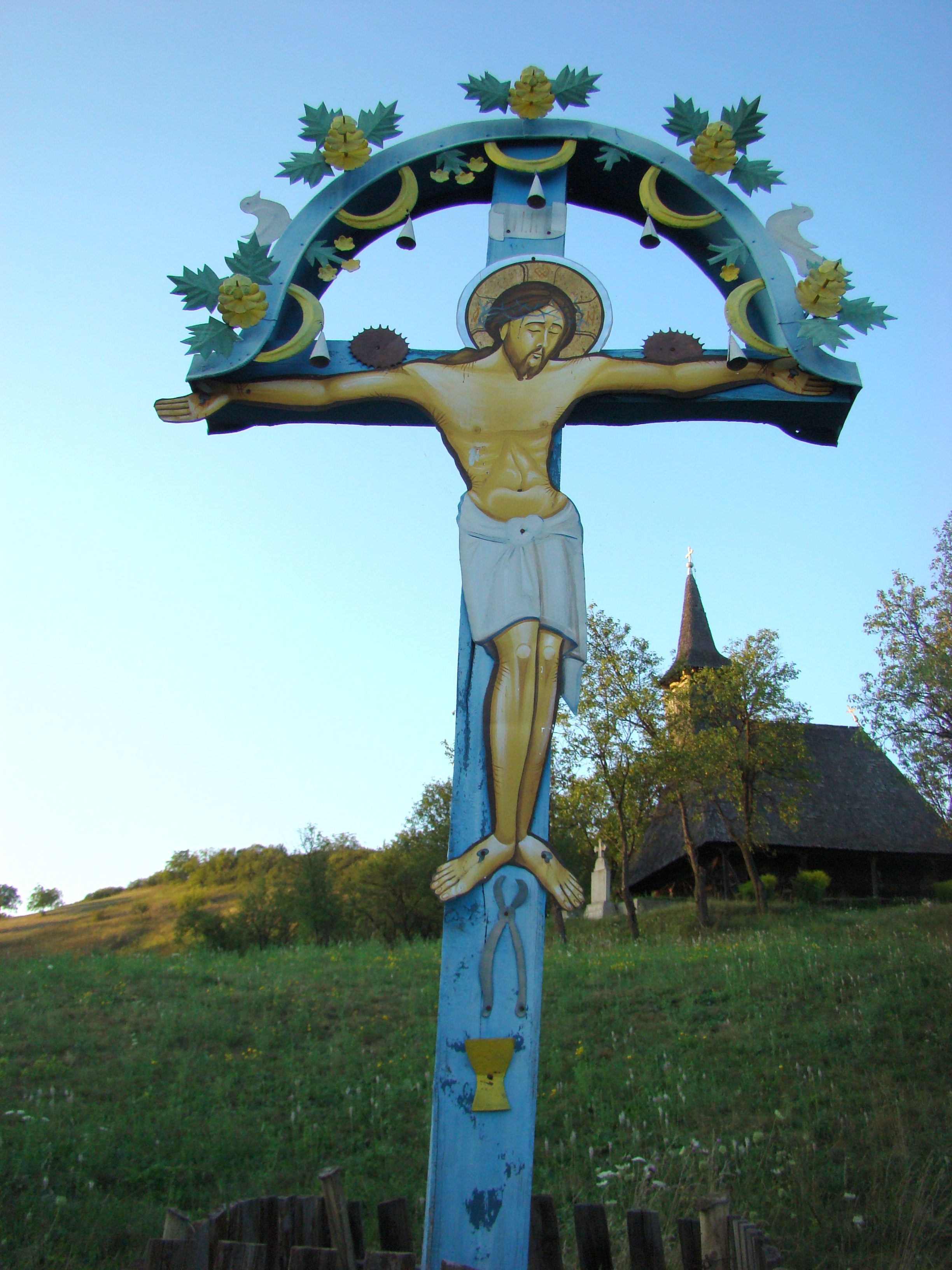
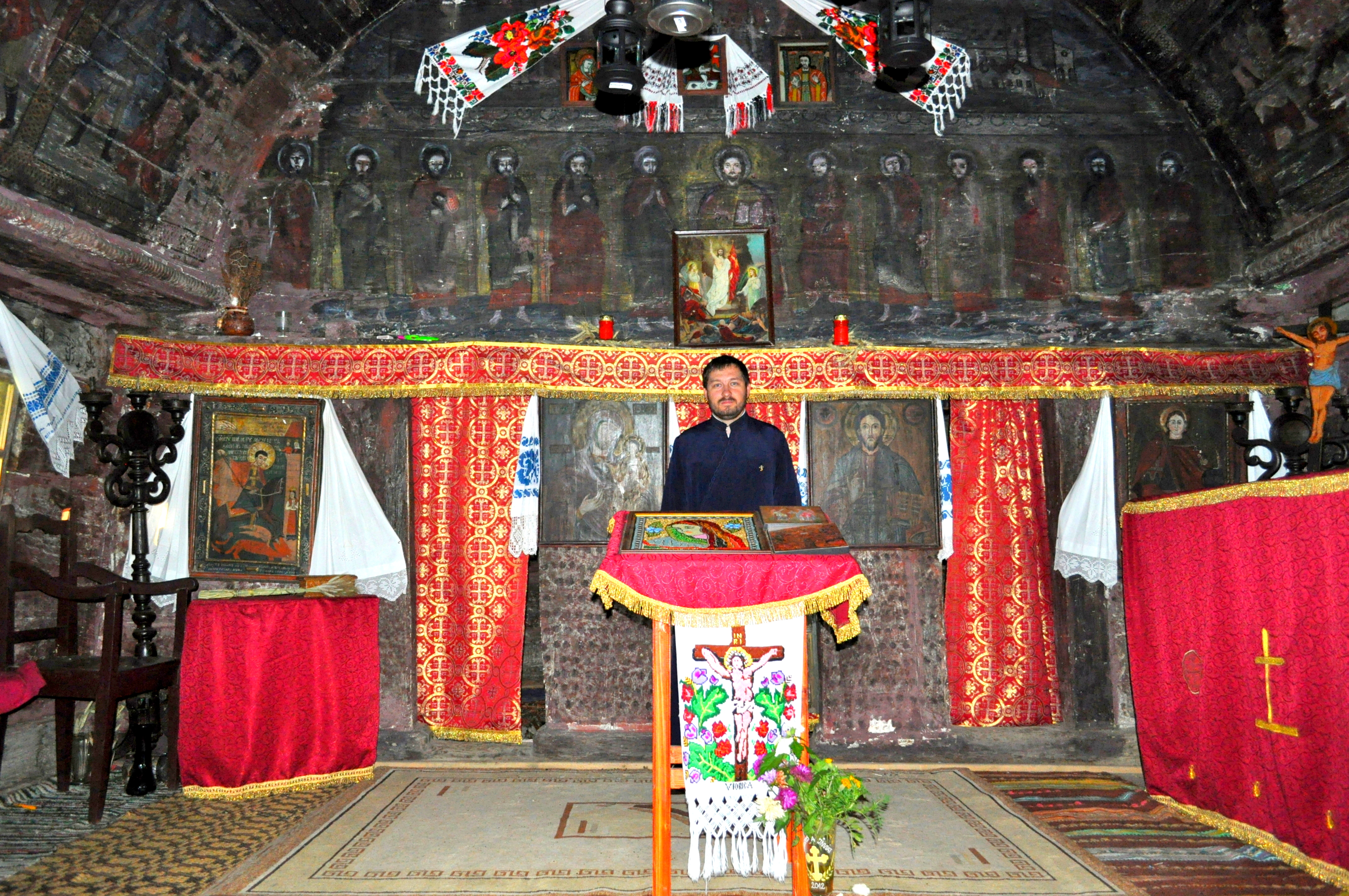
Biserica de lemn din Sic (monument istoric)
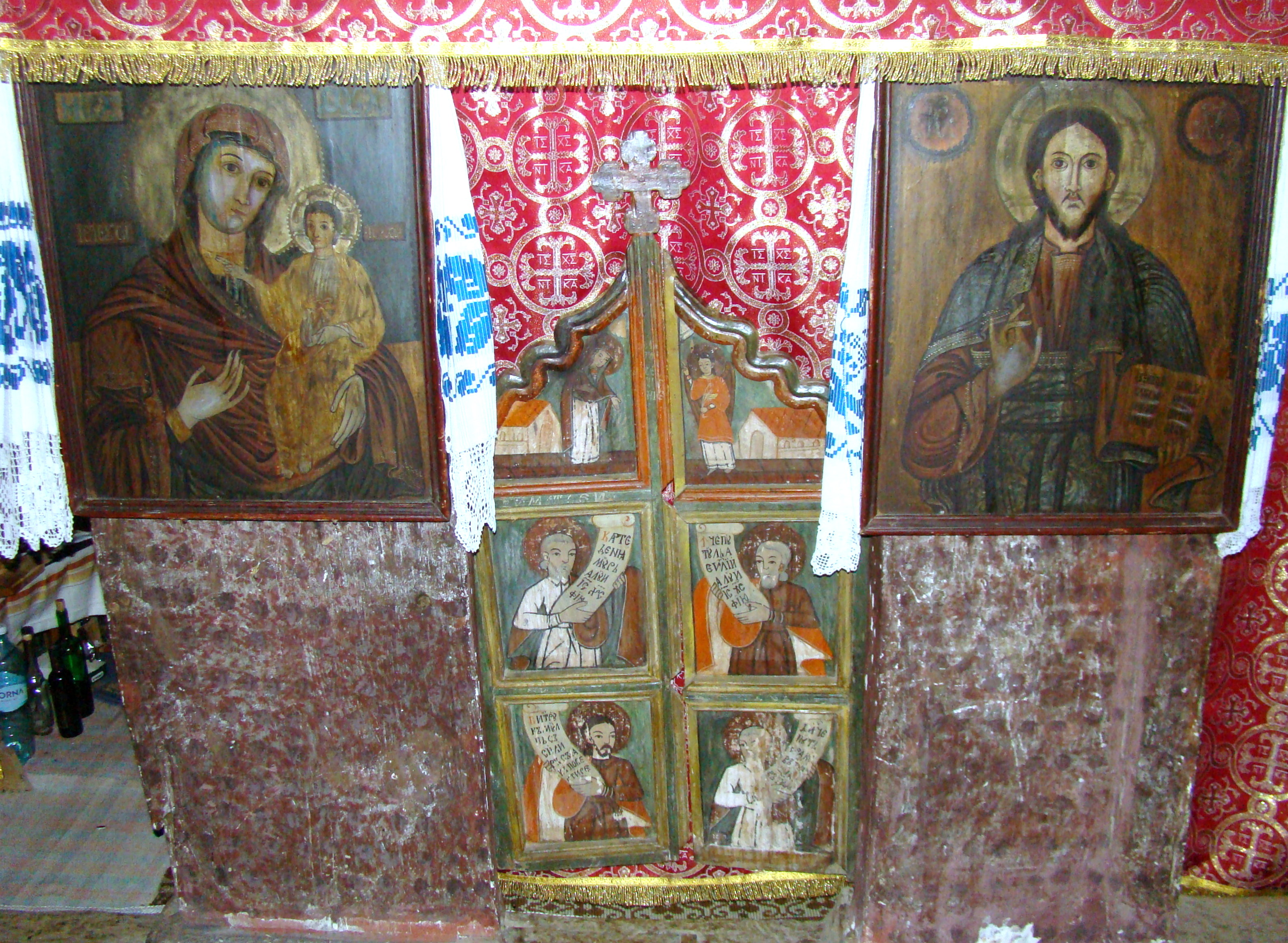
Uși și icoane împărătești
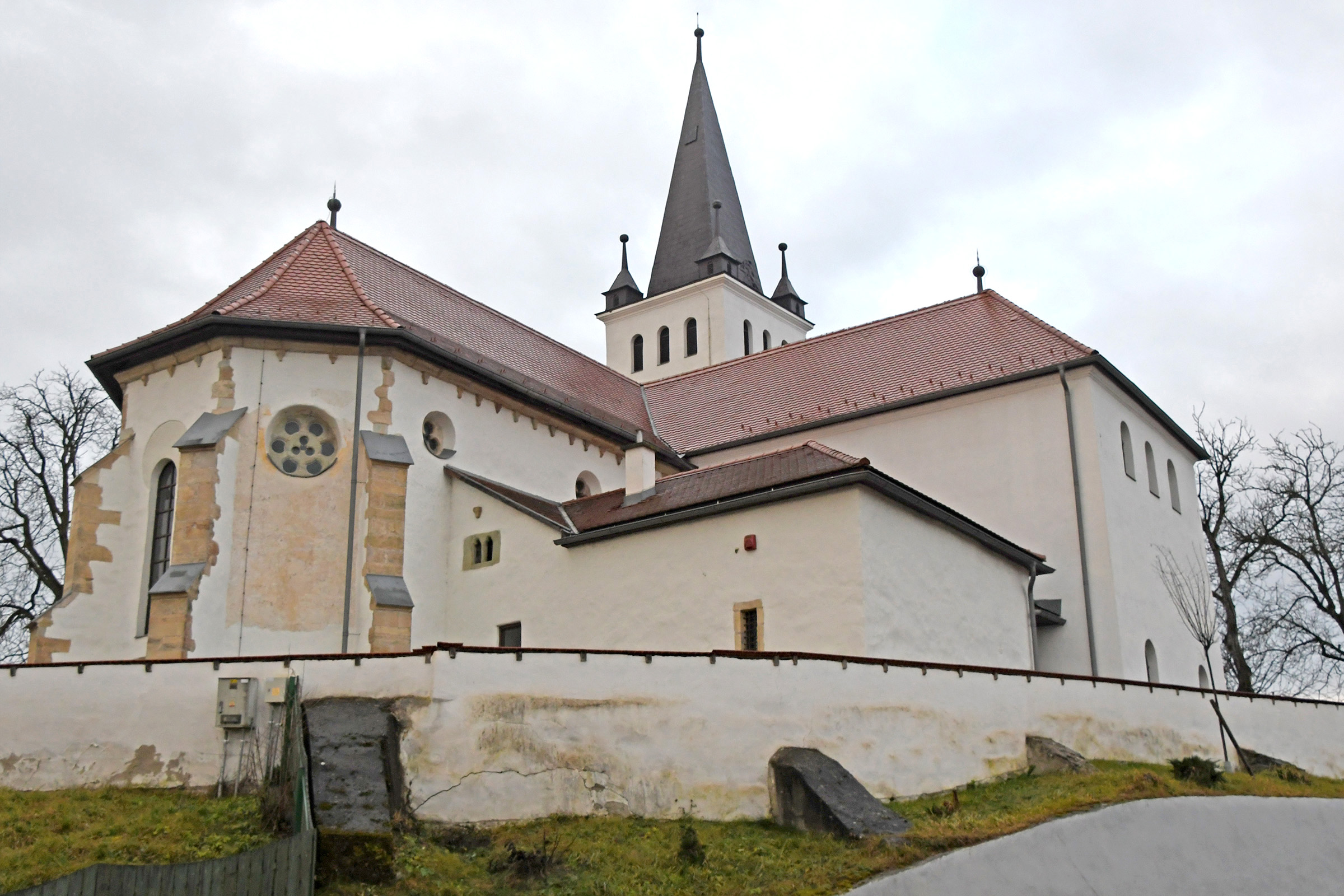
Biserica reformată (monument istoric)